# 京都大学防災研究所
京都大学防災研究所（きょうとだいがくぼうさいけんきゅうしょ、英: Disaster Prevention Research Institute）は、京都大学の附置研究所で、災害軽減に関する総合研究を行う研究所である。研究・教育を推進するだけでなく、防災対策の助言・技術協力を行っている。
全国に15の観測所・実験所を設け、世界にデータを発信している。共同利用・共同研究拠点に指定されている。略称は防災研、DPRI。

## 概要
1951年に設立。京都大学の附置研究所では最大規模である。「防災」を「総合防災」、「地震・火山」、「地盤」、「大気・水」の4つに分け、建築学、土木工学、社会工学、安全工学、地球科学、地球物理学、火山学、気象学、地震学、水理学、海岸工学、海洋工学の観点から研究を進めている。学際的、国際的な研究も多い。
国内外の大規模災害の調査報告を行い、国内で大規模災害が発生した際、マスメディアから情報提供を請けることがある。また、公的機関の防災対策への助言や民間との技術開発なども行っている。
防災に対する知識を深めてもらうために、宇治キャンパスや各観測所で公開講座、見学・体験が開かれている。
世界防災研究所連合（GADRI）を組織し、防災に関する世界の拠点となっている。共同利用・共同研究拠点に指定されている。

## 教育と研究

### 組織
- 総合防災研究グループ
  - 社会防災研究部門
    - 都市空間安全制御研究分野
    - 都市防災計画研究分野
    - 防災技術政策研究分野
    - 防災社会システム研究分野
    - 地域医療BCP連携研究分野
    - 国際防災共同研究分野（外国人客員）
    - 地震リスク評価高度化（阪神コンサルタンツ） 研究分野

  - 巨大災害研究センター
    - 巨大災害過程研究領域
    - 災害情報システム研究領域
    - 災害リスクマネジメント研究領域
    - 歴史災害史料解析研究領域（客員）
    - 地域災害研究領域（客員）
    - 国際災害情報ネットワーク研究領域（外国人客員）
    - アートイノベーション（凸版印刷）研究領域
- 地震・火山研究グループ
  - 地震災害研究部門
    - 地震発生機構研究分野
    - 強震動研究分野
    - 耐震基礎研究分野
    - 耐震機構研究分野

  - 地震災害研究センター
    - 地震情報研究領域
    - 宇宙測地研究領域
    - 内陸地震研究領域
    - 海域地震研究領域
    - 地盤震動研究領域
    - 地球計測研究領域
    - 断層物理研究領域
    - 地球物性研究領域（客員）

  - 附属火山活動研究センター
〒891-1419 鹿児島県鹿児島市桜島横山町1722-19
    - 火山噴火予知研究領域
    - 地殻流体研究領域
    - 巨大噴火研究領域
- 地盤研究グループ
  - 地盤災害研究部門
    - 地盤防災解析研究分野
    - 山地災害環境研究分野
    - 傾斜地保全研究分野

  - 附属斜面災害研究センター
    - 地すべりダイナミクス研究領域
    - 地すべり計測研究領域
- 大気・水研究グループ
  - 気象・水象災害研究部門
    - 災害気候研究分野
    - 暴風雨・気象環境研究分野
    - 耐風構造研究分野
    - 沿岸災害研究分野
    - 水文気象災害研究分野
    - 気象水文リスク情報（日本気象協会）研究分野

  - 附属流域災害研究センター
〒612-8235 京都府京都市伏見区横大路下三栖東ノ口
    - 流砂災害研究領域
    - 都市耐水研究領域
    - 河川防災システム研究領域
    - 沿岸域土砂環境研究領域
    - 流域圏観測研究領域

  - 附属水資源環境研究センター
    - 地球水動態研究領域
    - 地域水環境システム研究領域
    - 社会・生態環境研究領域
    - 水資源分布評価・解析研究領域（客員）

### 研究
21世紀COEプログラム
- 2002年

学際・複合・新領域
- 「災害学理の究明と防災学の構築」（防災研究所）

### 教育
附置研究所として全学科共通科目、学部提供講義科目、大学院提供講義科目を提供している。
大学院で学ぶには、専攻に応じて京都大学大学院理学研究科地球惑星科学専攻、工学研究科社会基盤工学専攻、都市社会工学専攻、建築学専攻、情報学研究科社会情報学専攻のいずれかの入試を受験する。
また、研究生、留学生も受け入れている。

## 保有施設

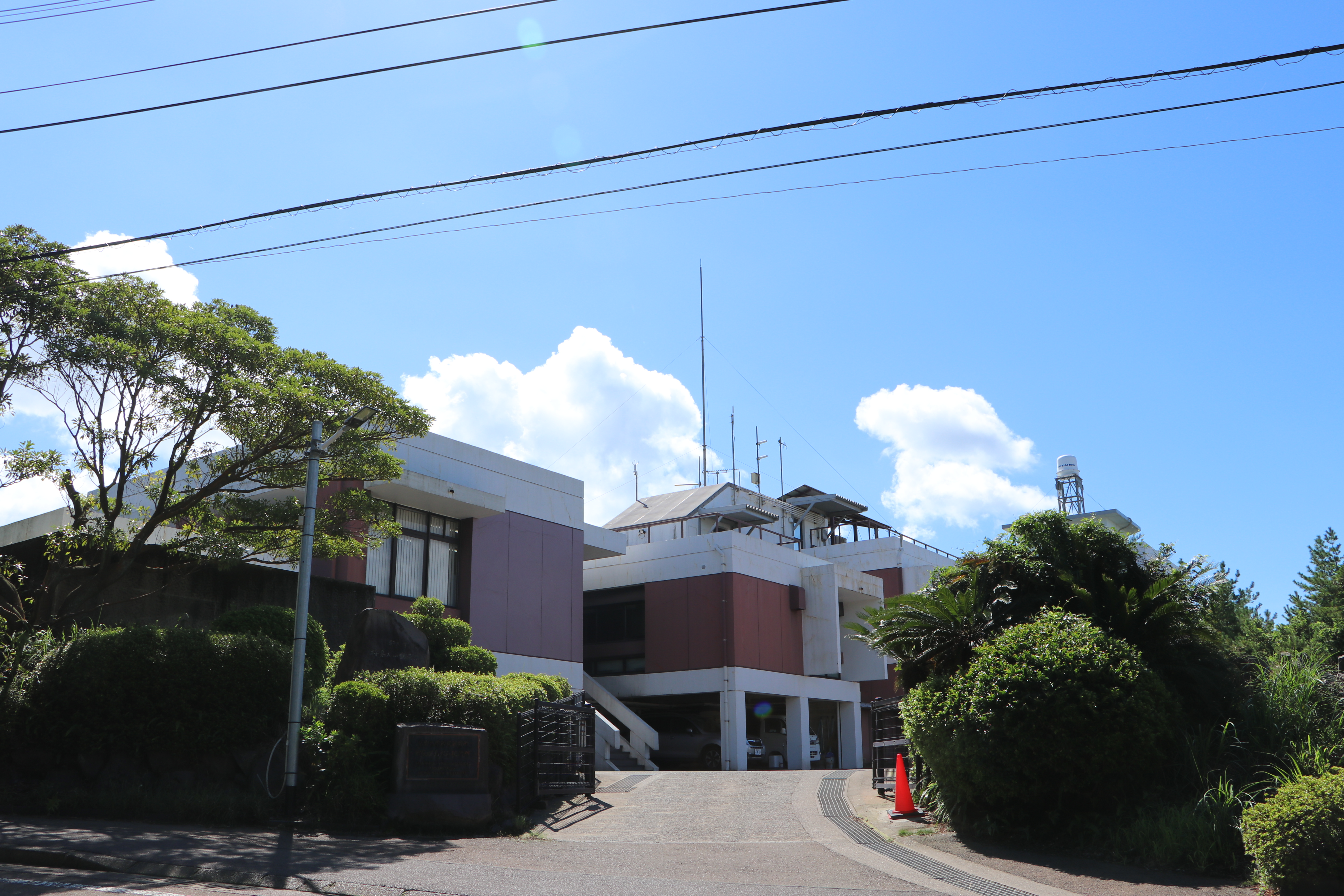
附属火山活動研究センター桜島火山観測所（鹿児島市桜島横山町）

- 附属地震災害研究センター（宇治キャンパス）
  - 上宝観測所（岐阜県高山市）
  - 北陸観測所（福井県鯖江市）
  - 阿武山観測所（大阪府高槻市）
  - 鳥取観測所（鳥取県鳥取市）
  - 逢坂山観測所（滋賀県大津市）
  - 屯鶴峯観測所（奈良県香芝市）
  - 徳島観測所（徳島県名西郡石井町）
  - 宮崎観測所（宮崎県宮崎市）
- 附属火山活動研究センター
  - 桜島火山観測所
- 附属斜面災害研究センター（宇治キャンパス）
  - 徳島地すべり観測所（徳島県三好市）
- 大気・水研究グループ
  - 大潟波浪観測所（新潟県上越市）
- 附属流域災害研究センター（伏見）
  - 宇治川オープンラボラトリー
  - 穂高砂防観測所（岐阜県高山市）
  - 白浜海象観測所（和歌山県西牟婁郡白浜町）
  - 潮岬風力実験所（和歌山県串本町）

## 宇治川オープンラボラトリー
1953年（昭和28年）8月1日、京都大学防災研究所宇治川水理実験所として設立。水と土に関する災害の防止・軽減を目的とし設立されたが、1996年に防災研究所が全国共同利用の研究所として位置づけられるのに伴い、本実験所も「水理実験」に限らず多くの分野の施設を擁し、所内外の研究機関、一般企業、学校などに開かれた共同利用施設として位置づけることとなり、2002年に「宇治川オープンラボラトリー」と変更した。
宇治川オープンラボラトリーは多くの観測・実験装置群を擁し、世界有数の規模を誇る総合実験施設である。ここでは、所内の関連教員による観測・実験施設を利用した多種多様な研究が実施されているだけでなく、実験施設を用いた学部・大学院教育をはじめ、全国共同利用に係わる研究活動、技術室との連携で一般市民を対象としたバーチャル災害体験学習などが展開されている。
隣接して附属流域災害研究センターが所在する。

## 沿革
- 1951年 - 京都大学防災研究所附置
- 1953年8月1日 - 宇治川水理実験所設置
- 1960年 - 桜島火山観測所設置
- 1961年 - 潮岬風力実験所設置
- 1964年 - 鳥取微小地震観測所設置
- 1965年 - 上宝地殻変動観測所設置
- 1966年 - 潮岬風力実験所設置、白浜海象観測所設置
- 1967年 - 屯鶴峯地殻変動観測所設置、穂高砂防観測所設置
- 1969年 - 徳島地すべり観測所設置、大潟波浪観測所設置
- 1970年 - 北陸微小地震観測所設置、研究部および事務部を宇治キャンパスに統合
- 1972年 - 防災科学資料センター設置 (-1993)
- 1974年 - 宮崎地殻変動観測所設置
- 1978年 - 水資源研究センター設置
- 1986年 - 都市施設耐震システム研究センター設置 (-1996)
- 1990年 - 理学部の地震予知関連研究組織を統合、地震予知研究センター設置
  - 地かく変動研究部門、地震予知計測研究部門、微小地震研究部門の各部門、鳥取微小地震観測所、上宝地殻変動観測所、屯鶴峯地殻変動観測所、北陸微小地震観測所、宮崎地殻変動観測所を廃止、地震予知研究センターへ統合
- 1993年 - 地域防災システム研究センター設置
- 1996年
  - 5研究部門（総合防災、地震災害、地盤災害、水災害、大気災害）および5附属研究施設（災害観測実験センター、地震予知研究センター、火山活動研究センター、水資源研究センター、巨大災害研究センター）に改組
  - 全国共同利用研究所となる
- 1997年 - 卓越した研究拠点 (COE) に指定
- 2002年
  - 21世紀COEプログラムに採択
  - 宇治川水理実験所が宇治川オープンラボラトリーに改称
- 2003年 - 斜面災害研究センター設置
- 2005年 - 4研究グループ（総合防災、地震・火山、地盤、大気・水）に改組
- 2009年
  - グローバルCOEプログラムに採択
  - 共同利用・共同研究拠点（「自然災害に関する総合防災学」）に認定
- 2011年 - 博士課程教育リーディングプログラムに採択
- 2013年 - 災害観測実験センターを流域災害研究センターに改組
- 2020年 - 連携研究ユニット「気候変動リスク予測・適応研究」設立
- 2022年 - 地震予知研究センター全領域と構造物震害研究分野が合流し、地震災害研究センターに改組。

## 歴代所長
- 1951年4月21日〜1953年5月1日　棚橋諒
- 1953年5月1日〜1955年6月16日　速水頌一郎
- 1955年6月16日〜1957年5月1日　矢野勝正
- 1957年5月1日〜1959年4月30日　西村英一
- 1959年5月1日〜1961年4月1日　棚橋諒
- 1961年4月1日〜1963年3月31日　佐々憲三
- 1963年4月1日〜1965年3月31日　石原藤次郎
- 1965年4月1日〜1966年3月31日　速水頌一郎
- 1966年4月1日〜1968年3月31日　石原藤次郎
- 1968年4月1日〜1969年5月1日　矢野勝正
- 1969年5月1日〜1971年4月30日　石崎潑雄
- 1971年5月1日〜1973年4月30日　村山朔郎
- 1973年5月1日〜1975年4月30日　吉川宗治
- 1975年5月1日〜1977年4月30日　石原安雄
- 1977年5月1日〜1979年4月30日　中島暢太郎
- 1979年5月1日〜1981年4月30日　若林實
- 1981年5月1日〜1983年4月30日　芦田和男
- 1983年5月1日〜1985年4月30日　高田理夫
- 1985年5月1日〜1987年4月30日　奥田節夫
- 1987年5月1日〜1989年4月30日　柴田徹
- 1989年5月1日〜1991年4月30日　土屋義人
- 1991年5月1日〜1993年4月30日　村本嘉雄
- 1993年5月1日〜1995年4月30日　田中寅夫
- 1995年5月1日〜1997年4月30日　高橋保
- 1997年5月1日〜1999年4月30日　今本博健
- 1999年5月1日〜2001年4月30日　池淵周一
- 2001年5月1日〜2003年4月30日　入倉孝次郎
- 2003年5月1日〜2005年3月31日　井上和也
- 2005年4月1日〜2007年3月31日　河田恵昭
- 2007年4月1日〜2009年3月31日　石原和弘
- 2009年4月1日〜2011年3月31日　岡田憲夫
- 2011年4月1日〜2013年3月31日　中島正愛
- 2013年4月1日〜2015年3月31日　大志万直人
- 2015年4月1日〜2017年3月31日　寶馨
- 2017年4月1日～2019年3月31日　中川一
- 2019年4月1日～2021年3月31日　橋本学
- 2021年4月1日～　中北英一